# Peter Phelps
Peter Phelps es un actor australiano. Interpretó a John Palmer en la serie Sons and Daughters, a Peter Church en Stingers y a Vince Marchello en Rescue Special Ops.

## Biografía
Es hijo de George Thomas Phelps y Shirley Amy Gunston-Phelps, tiene una hermana llamada Kerryn Lyndel Phelps.
Su primo es el exfutbolista inglés Bryan Robson.
En 2000 se casó con Donna Fowkes, en 2002 nació su primera hija, Aja Blue Phelps y el 7 de noviembre de 2005 la segunda, Polly Elsie Rose Phelps.

## Carrera
En 1982 se unió al elenco principal de la serie Sons and Daughters donde interpretó a John Palmer, un trabajador guapo de clase trabajadora de Melbourne que se encuentra huyendo de un asesinato y decide mudarse a Sídney donde se enamora de Angela Hamilton (Ally Fowler), una joven rica. Pronto descubren que son hermanos gemelos que fueron separados al nacer, mientras que John fue criado por Fiona Thompson (Pat McDonald), una ex-prostituta antes de irse a vivir con su padre David, Angela fue criada por su madre Patricia, quien se casó con Gordon, un exitoso hombre de negocios; su última aparición fue en 1984.
En 1989 a 1990 apareció en la serie norteamericana Baywatch, donde interpretó al salvavidas australiano Trevor Cole. Al principio Trevor era salvavidas de una playa privada, era engreído y prepotente, lo que en ocasiones ocasionaba que chocara con los salvavidas de la bahía, sin embargo más tarde se unió a ellos.
En 1998 se unió al elenco de la serie policíaca Stingers donde interpretó al Detective Oficial Mayor Mike "Peter Church" Fischer, hasta el final de la serie en 2004.
De 2005 a 2007 apareció como personaje recurrente en la serie australiana All Saints, donde interpretó al doctor Doug Spencer.
En 2009 apareció como personaje recurrente de la serie criminal Underbelly: A Tale of Two Cities, en donde interpretó al Sargento Detective Mayor Joe Messina.
Ese mismo año se unió al elenco principal de la serie Rescue Special Ops, donde interpretó al coordinador de la estación de rescate Vince Marchello, hasta el final de la serie el 5 de septiembre de 2011.
El 23 de enero de 2012 se unió como personaje recurrente a la serie australiana Home and Away donde interpretó a Alan Henderson, el padre de Stu, hasta el 13 de abril del mismo año, luego de que su personaje decidiera irse después de la muerte de su hijo.
En 2013 apareció como invitado en un episodio de la primera temporada de la serie Mr & Mrs Murder donde dio vida a Paul Craven. Ese mismo año en se unió al elenco recurrente de la serie Wonderland donde interpretaba a Warwick Wilcox, el padre de Tom Wilcox (Michael Dorman).
En 2014 apareció como invitado en la serie estadounidense Modern Family.

## Filmografía[4]

### Series de televisión
| Año         | Título                           | Personaje                      | Notas                                   |
| ----------- | -------------------------------- | ------------------------------ | --------------------------------------- |
| 2017        | Blue Murder: Killer Cop          | Graham "Abo" Henry             | Ep. #1 - miniserie                      |
| 2013 - 2015 | Wonderland                       | Warwick Wilcox                 | 23 episodios                            |
| 2014        | Old School                       | Malcolm Dwyer                  | 8 episodios                             |
| 2014        | Modern Family                    | Hombre Inteligente             | episodio "Australia"                    |
| 2013        | Mr & Mrs Murder                  | Paul Craven                    | episodio "Thoroughly Dead Thoroughbred" |
| 2012        | Home and Away                    | Alan Henderson                 | 13 episodios                            |
| 2009 - 2011 | Rescue Special Ops               | Vince Marchello                | 48 episodios                            |
| 2009        | Underbelly: A Tale of Two Cities | Joe Messina                    | 13 episodios                            |
| 2007        | Chandon Pictures                 | Eddie Connolly                 | 2 episodios                             |
| 2005 - 2007 | All Saints                       | Doug "Spence" Spencer          | 16 episodios                            |
| 1998 - 2004 | Stingers                         | Det. Peter Church              | 192 episodios                           |
| 1998        | Water Rats                       | Jimmy Formica                  | 3 episodios                             |
| 1996        | Police Rescue                    | Alex Willis                    | 3 episodios                             |
| 1995        | Fire                             | Nick "The Boss" Connor         | 13 episodios                            |
| 1994        | R.F.D.S.                         | Dennis Taylor                  | episodio "Cave In"                      |
| 1994        | Heartbreak High                  | Phil North                     | 4 episodios                             |
| 1991 - 1993 | A Country Practice               | Christopher Elliot/Jeff Wilson | 8 episodios                             |
| 1993        | G.P.                             | Sam Hill                       | episodio "Exposed"                      |
| 1991        | The Young Riders                 | Hack "Kangaroo Kid" Wilkins    | episodio "The Exchange"                 |
| -           | Chances                          | David Henson                   | tv serie                                |
| 1989 - 1990 | Baywatch                         | Trevor Cole                    | 22 episodios                            |
| -           | The Dirtwater Dynasty            | David Eastwick                 | miniserie                               |
| 1986        | Prime Time                       | -                              | tv serie                                |
| 1986        | The Challenge                    | Will Ballieu                   | miniserie                               |
| 1984        | The Cowra Breakout               | Terry Moyes                    | miniserie                               |
| 1982 - 1984 | Sons and Daughters               | John Palmer                    | 424 episodios                           |
| 1977        | The Restless Years               | Kevin Ryan                     | tv serie                                |

### Películas
| Año  | Título                    | Personaje            | Notas                                                                                                  |
| ---- | ------------------------- | -------------------- | --- |
| 2015 | Drone                     | Blake                | junto a Guy Edmonds                                                                                    |
| 2014 | The Half Dead             | Jackson              | junto a Tasma Walton, Steve Bastoni, Jay Laga'aia & Denise Roberts                                     |
| 2011 | Bush Weed                 | Shifty Shannon       | junto a Ashley Zukerman & Patrick Harvey                                                               |
| 2010 | Caught Inside             | Skipper Joe          | junto a junto a Ben Oxenbould, Leeanna Walsman, Sam Lyndon, Simon Lyndon & Daisy Betts                 |
| 2009 | Stone Bros                | The "New Age" Copper | junto a Valentino del Toro & Jai Courtney                                                              |
| 2008 | Forever Strong            | Referí               | - |
| 2008 | The Square                | Jake                 | junto a Anthony Hayes, Claire van der Boom, Damon Herriman & Hanna Mangan Lawrence                     |
| 2007 | The Line                  | Comprador            | unto a David Barry, Laurent Boulanger, Andy McPhee & Anthony Wemyss                                    |
| 2006 | Footy Legends             | Billy Major          | - |
| 2006 | Small Claims: The Reunion | Paul Lloyd           | junto a Lisa Chappell, Claudia Karvan, Rebecca Gibney & Brett Hicks-Maitland                           |
| 2003 | Ned Kelly                 | Oficial Lonigan      | - |
| 2002 | Teesh and Trude           | Rod                  | junto a Linda Cropper & Susie Porter                                                                   |
| 2001 | Lantana                   | Patrick Phelan       | junto a Lani John Tupu                                                                                 |
| 1997 | One Way Ticket            | Mick Webb            | junto a Jane Hall, Chris Haywood & Rachel Blakely                                                      |
| 1997 | Reprisal                  | Borodin              | junto a Sonia Todd, Mouche Phillips & Georgie Parker                                                   |
| 1994 | Zone 39                   | Leo Megaw            | junto a Carolyn Bock & William Zappa                                                                   |
| 1995 | Blue Murder               | Abo Henry            | junto a Richard Roxburgh, Geoff Morrell, Steve Bastoni, John Jarratt, Marcus Graham & Alex Dimitriades |
| 1995 | Blackwater Trail          | Frank                | junto a Judd Nelson, Brett Climo & Dee Smart                                                           |
| 1994 | Rough Diamonds            | Dozer Brennan        | junto a Jason Donovan                                                                                  |
| 1993 | The Feds: Betrayal        | Brian Petrie         | junto a Tammy MacIntosh, Chris Haywood & Brian Vriends                                                 |
| 1992 | Merlin                    | John Pope            | junto a Rodney Wood, Richard Lynch, James Hong & Alastair Cumming                                      |
| 1991 | Point Break               | Surfista Australiano | - |
| 1989 | Maya                      | Peter                | junto a Mariella Valentini, Erich Wildpret & Cyrus Elias                                               |
| 1988 | Breaking Loose            | Ross                 | junto a David Ngoombujarra, Shane Connor, Angela Kennedy & John Clayton                                |
| 1987 | The Lighthorsemen         | Dave Mitchell        | junto a Nick Waters, John Larking, John Heywood & Gary Sweet                                           |
| 1987 | Starlight Hotel           | Patrick              | junto a Marshall Napier, Bruce Phillips, Alice Fraser & Patrick Smyth                                  |
| 1987 | Rock n' Roll Cowboys      | -                    | junto a Nikki Coghill, David Franklin & Ben Franklin                                                   |
| 1986 | Playing Beatie Bow        | Judah/Robert         | junto a Nikki Coghill, Mouche Phillips, Imogen Annesley, Moya O'Sullivan & Don Barker                  |
| 1984 | Undercover                | Theo                 | junto a Barry Otto & Geneviève Picot                                                                   |

### Director
| Año         | Serie         | Notas                   |
| ----------- | ------------- | ----------------------- |
| 2007 - 2008 | Home and Away | 20 episodios - director |
| 2007        | All Saints    | 3 episodios - director  |

### Teatro
| Año  | Obra                    | Personaje    | Director (a)   | Teatro              | Notas                                                                              |
| ---- | ----------------------- | ------------ | -------------- | ------------------- | ---------------------------------------------------------------------------------- |
| 2012 | Let The Sunshine        | -            | -              | Griffith Theatre    | junto a Alexandra Fowler, Dennis Coard, Toni Scanlan, Ryan Hayward & Hannah Norris |
| 2011 | Stainless Steel Rat     | -            | Wayne Harrison | -                   | junto a Caroline Craig, Glenn Hazeldine & Marshall Napier                          |
| -    | Beyond Reasonable Doubt | -            | -              | -                   | -                                                                                  |
| 2005 | Love Letters            | -            | John Clark     | Parade Theatre      | junto a Steve Bisley, Justine Clarke, Marcus Graham, Georgie Parker & John Wood    |
| 2004 | Twelve Angry Men        | -            | Guy Masterson  | Athenaeum Theatre   | junto a Rob Meldrum, Shane Bourne, Nicholas Papademetriou & Marcus Graham          |
| 1995 | Miranda                 | Corresponsal | Joseph Uchitel | East Coast Theatre  | junto a Dee Smart & Julian Leather                                                 |
| 1992 | The Sum of Us           | -            | Adam Cook      | Wharf Theatre       | junto a Judi Farr, Ron Graham & Walter Grkovic                                     |
| 1985 | The Club                | -            | John Tasker    | Phillip St. Theatre | junto a Mark Butler, Kevin Healy & Kit Taylor                                      |
| -    | Nicholas Nickleby       | -            | -              | -                   | -                                                                                  |

## Premios y nominaciones
| Año  | Categoría                                           | Premio             | Serie/Película | Resultado |
| ---- | --------------------------------------------------- | ------------------ | -------------- | --------- |
| 2002 | Most Popular Actor                                  | FCCA Award         | Stingers       | Ganador   |
| 2002 | Most Supporting Male Actor                          | Logie Award        | Lantana        | Nominado  |
| 2000 | Most Popular Actor                                  | Silver Logie Award | Stingers       | Nominado  |
| 1993 | Best Actor in a Leading Role in a TVelevision Drama | AFI Award          | G.P.           | Ganador   |